# Indywidualne Mistrzostwa Polski w Zapasach 1930
Mistrzostwa Polski w Zapasach 1930 – zawody sportowe, które odbyły się w 1930 w dwóch miastach.
2. mistrzostwa Polski w stylu wolnym rozegrano w Warszawie, a 6. mistrzostwa w stylu klasycznym 20 i 21 kwietnia w Krakowie.

## Medaliści

### Styl wolny
| Kategoria:      | Złoto:                        | Srebro: | Brąz: |
| waga kogucia    |                               |         |       |
| waga piórkowa   |                               |         |       |
| waga lekka      | Adam Więckowski YMCA Warszawa |         |       |
| waga półśrednia |                               |         |       |
| waga średnia    |                               |         |       |
| waga półciężka  |                               |         |       |
| waga ciężka     |                               |         |       |

### Styl klasyczny
| Kategoria:  | Złoto:                          | Srebro:                              | Brąz:                                     |
| 58 kg       | Kucharczyk Śląsk                | Henryk Ganzera Sokół II Katowice     | Bronisław Pyć YMCA Warszawa               |
| 62 kg       | Leon Mazurek Polonia Nowa Wieś  | Alfons Majer Siła Łódź               | Ryszard Dworok Strzelec Nowy Bytom        |
| 67 kg       | Edward Więckowski YMCA Warszawa | Władysław Bajorek Wisła Kraków       | Dzięciołowski Skra Warszawa               |
| 73 kg       | Feliks Rejniak YMCA Warszawa    | Ryszard Błażyca Powstaniec Nowa Wieś | Witold Bromirski Zbyszko Cyganiewicz Lwów |
| 79 kg       | Jan Gałuszka Sokół II Katowice  | Władysław Koszewski Legia Warszawa   | Władysław Syrecki Skra Warszawa           |
| 87 kg       | Eryk Zeug Jedność Nowa Wieś     | Baliszewski Świt Warszawa            | Franciszek Gęstwiński Pepege Grudziądz    |
| ponad 87 kg | Witkowski Świt Warszawa         | Jerzy Puciata Legia Warszawa         | Marian Cieniewski Legia Warszawa          |